# Marguerite-Catherine Haynault

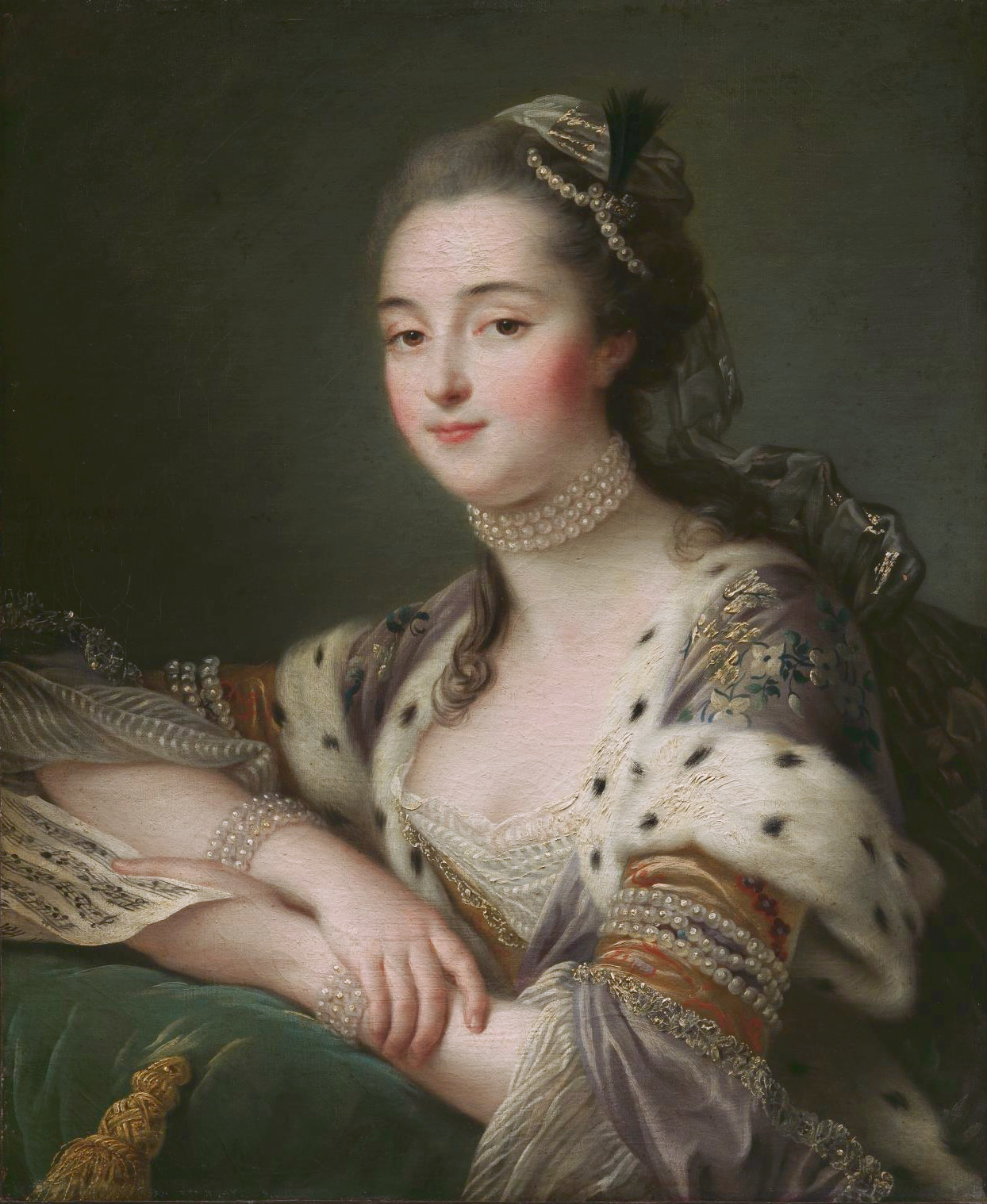
Marguerite-Catherine Haynault

Marguerite-Catherine Haynault, marquise de Montmélas (* 11. September 1736; † 17. März 1823) war die Tochter von Jean-Baptiste Haynault, einem Tabakhändler aus Paris. Sie war eine der Hofdamen der Prinzessin Marie Adélaïde (1732–1800), Tochter des französischen Königs Ludwig XV. Er wurde auf sie aufmerksam und machte sie zu seiner Mätresse, aus der Verbindung mit dem König gingen zwei Kinder hervor: Agnès-Louise de Montreuil (* 1760) und Anne-Louise de La Réale (* 1762). 1766 heiratete sie Blaise d'Arod, Marquis de Montmélas.